# Company sexual
Els companys sexuals són persones que practiquen juntament una activitat sexual consensuada. Els companys sexuals poden ser de qualsevol gènere o orientació sexual. Els companys sexuals poden estar en una relació, ja siga de forma exclusiva o no, o participar en una activitat de sexe casual.
Ells poden estar en termes íntims (en tal cas ells són sovint referits com "amants") o anònims, com en el cas de fer el llit amb un estrany, la cardada d'una nit, o una meretriu.